# Comodactylus
Comodactylus – pterozaur żyjący w okresie jurajskim w Ameryce Północnej.

## Odkrycie
Gad ten odnaleziony został w górnojurajskiej formacji Morrison pochodzącej z pięter kimerydu i tytona znajdującej się w stanie Wyoming w USA. Rodzaj ten jest bardzo ubogo reprezentowany w zapisie kopalnym. Odnaleziono bowiem tylną jedną kość – kość śródręcza skrzydła tego stworzenia.